# 赵渡乡
赵渡乡是中国陕西省渭南市大荔县下辖的一个乡。

## 行政区划
赵渡乡下辖以下行政区：
新市村、朝阳村、赵西村、赵东村、乐合村、雨林村、富民村、春合村、新安村、新建村